# Шуляйківська сільська рада
Шуляйківська сільська рада — колишня адміністративно-територіальна одиниця та орган місцевого самоврядування у Дзержинському (Миропільському) і Чуднівському районах Житомирської і Бердичівської округ, Вінницької та Житомирської областей Української РСР з адміністративним центром у селі Шуляйки.

## Населені пункти
Сільській раді на час ліквідації були підпорядковані населені пункти:
- с. Шуляйки.

## Населення
Кількість населення ради станом на 1923 рік становила 1 510 осіб, кількість дворів — 97.
Відповідно до перепису населення СРСР, станом на 17 грудня 1926 року чисельність населення ради становила 1 653 особи, з них, за статтю: чоловіків — 730, жінок — 833, етнічний склад: українців — 1 543, євреїв — 5, поляків — 12, чехів — 3. Кількість господарств — 345.

## Історія та адміністративний устрій
Створена 1923 року в складі сіл Раці та Шуляйки Романівської волості Полонського повіту Волинської губернії. 7 березня 1923 року включена до складу новоутвореного Миропільського (згодом — Дзержинський) району Житомирської округи. 17 червня 1925 року, відповідно до постанови ВУЦВК та РНК УСРР «Про адміністраційно-територіяльне переконструювання Бердичівської й суміжних з нею округ Київщини, Волині й Поділля», сільську раду передано до складу Чуднівського району Бердичівської округи. У 1935 році в с. Раці утворено окрему, Рацівську сільську раду Чуднівського району. 13 лютого 1935 року, відповідно до постанови президії ВУЦВК «Про склад нових адміністративних районів Вінницької області», сільську раду передано до складу Дзержинського району Вінницької області.
Станом на 1 вересня 1946 року сільська рада входила до складу Дзержинського району Житомирської області, на обліку в раді перебувало с. Шуляйки.
Ліквідована 11 серпня 1954 року, відповідно до указу Президії Верховної ради Української РСР «Про укрупнення сільських рад по Житомирській області», територію ради та с. Шуляйки приєднано до складу Романівської сільської ради Дзержинського району Житомирської області.